# Fredrik Akrel
Fredrik Akrel, född 27 maj 1748 i Öja socken, Södermanland, död 6 november 1804, var en svensk gravör och kopparstickare. Han var far till generallöjtnanten, kartografen och grafikern Carl Fredrik Akrell.

## Biografi
Fredrik Akrel föddes i Södermanland som son till kyrkoherden i Öja Per Acrelius och dennes hustru Katarina Elisabet Carstén. Under studietiden vid Uppsala universitet fick han undervisning i graveringskonsten av kopparstickaren Anders Åkerman, som på Kosmografiska sällskapets bekostnad hade inrättat en verkstad för tillverkning av jordglober och himmelsglober. Fortsatt utbildning fick Akrel sommaren 1773 i Paris, men han kunde inte få anställning där. Han bestals på sin reskassa i Paris och måste därför återvända till Sverige.
Akrel hade därefter tillfälliga anställningar i Stockholm, bland annat hos gravören Carl Eric Bergquist, med vars dotter Kristina han gifte sig 1777. Året innan fick han anställning som gravör vid Vetenskapsakademien, och då hans förre lärare Anders Åkerman avled 1778 gavs tillfälle att överta dennes vetenskapliga verkstad i Uppsala. Hans verkstad fick snart ett gott rykte för utmärkta arbeten och förde den svenska graveringskonsten till nya höjder, men hans mest nyskapande arbeten uppskattades inte av samtiden. 
Akrel finns representerad vid bland annat Nationalmuseum i Stockholm, Kalmar konstmuseum, och Uppsala universitetsbibliotek.
Bland hans porträtt märks de av Olof von Dalin, Carl Gustaf Tessin, Gustav III och Carl von Linné.

## Verk

Jacob Johan Anckarström den äldre (1776)
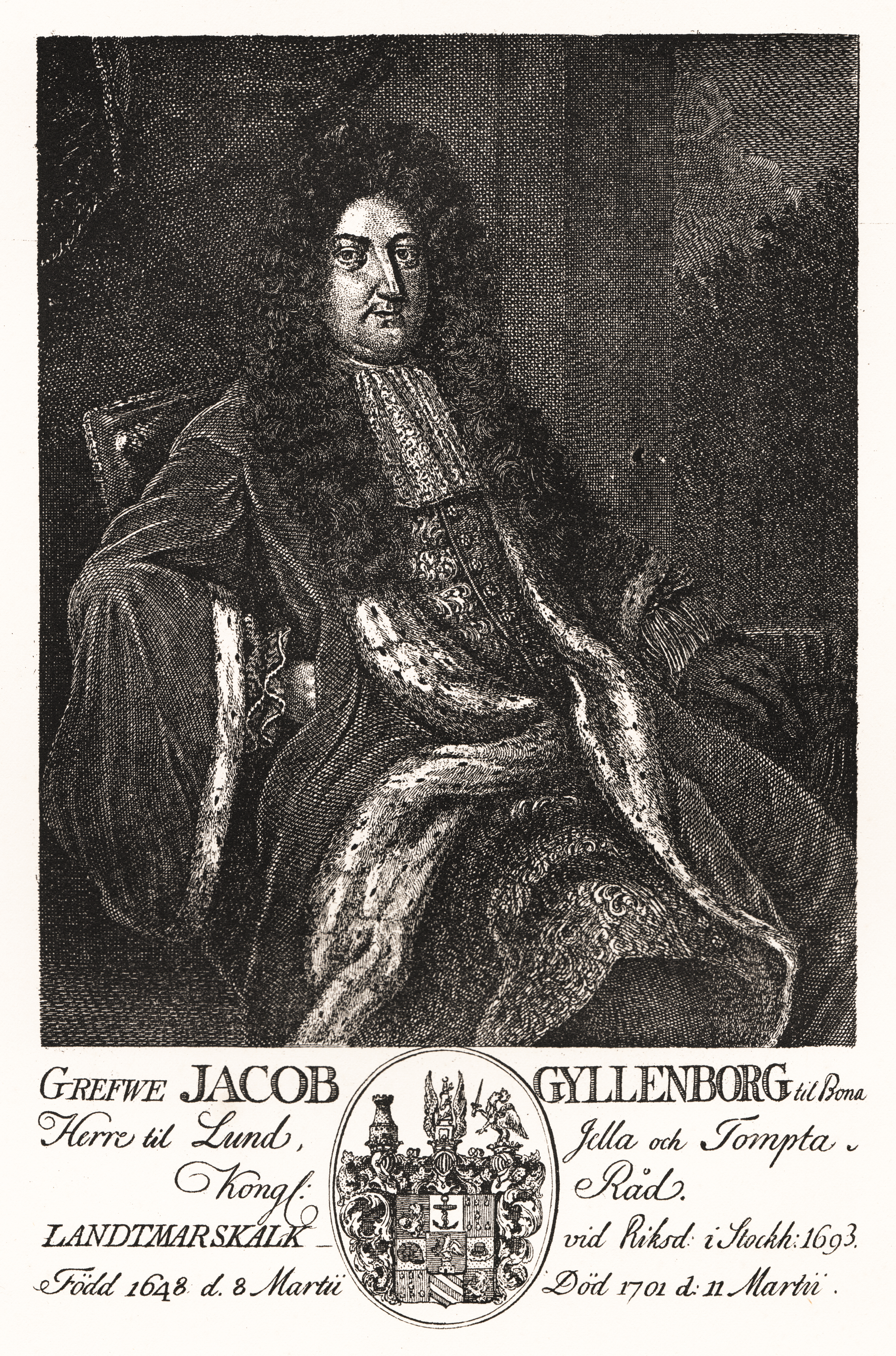
Jakob Gyllenborg
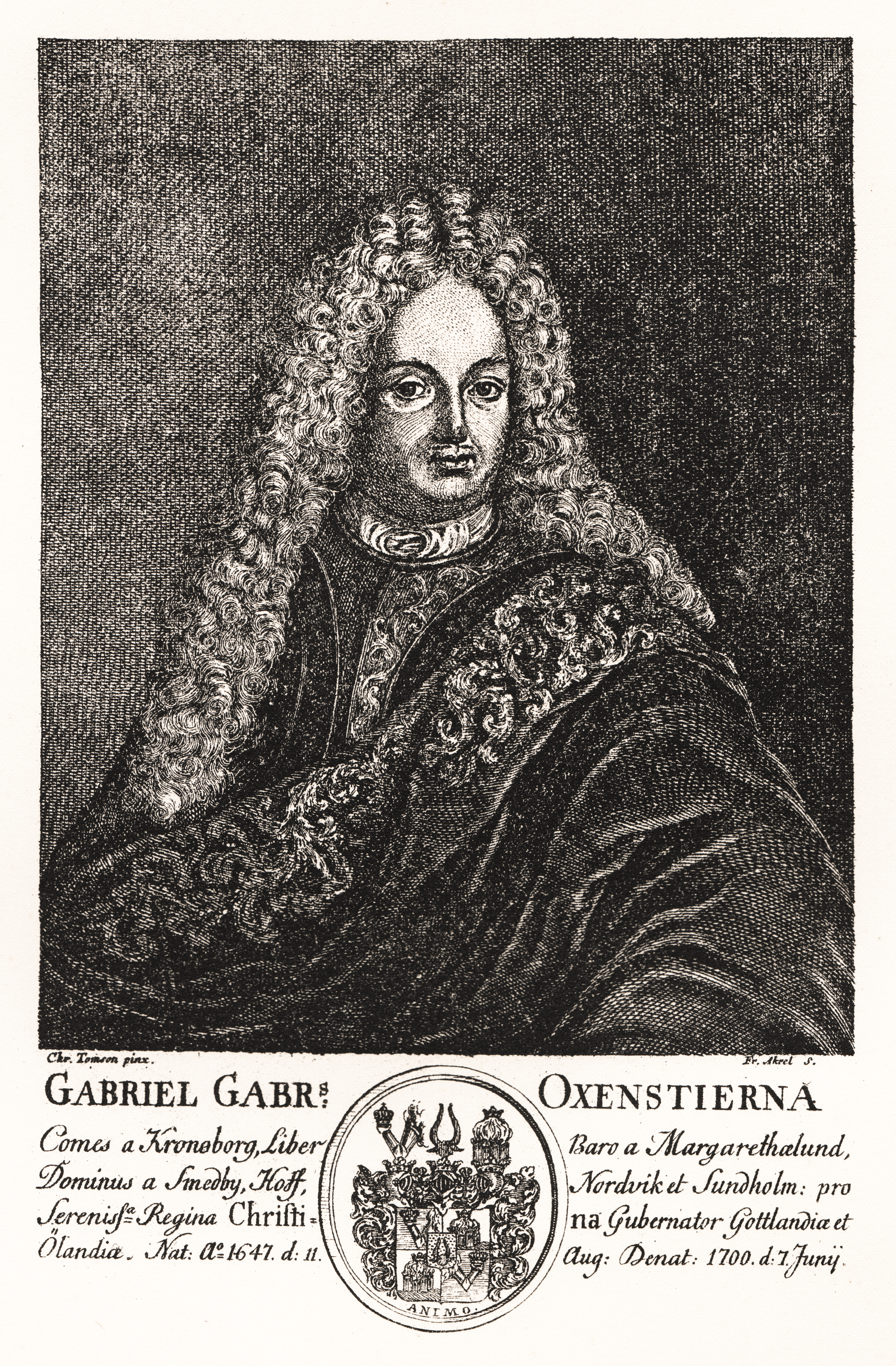
Gabriel Oxenstierna
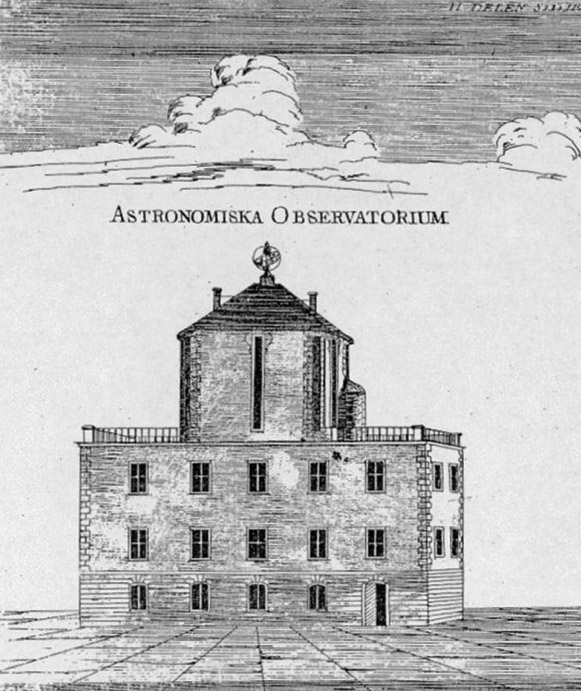
Celsiushuset i Uppsala
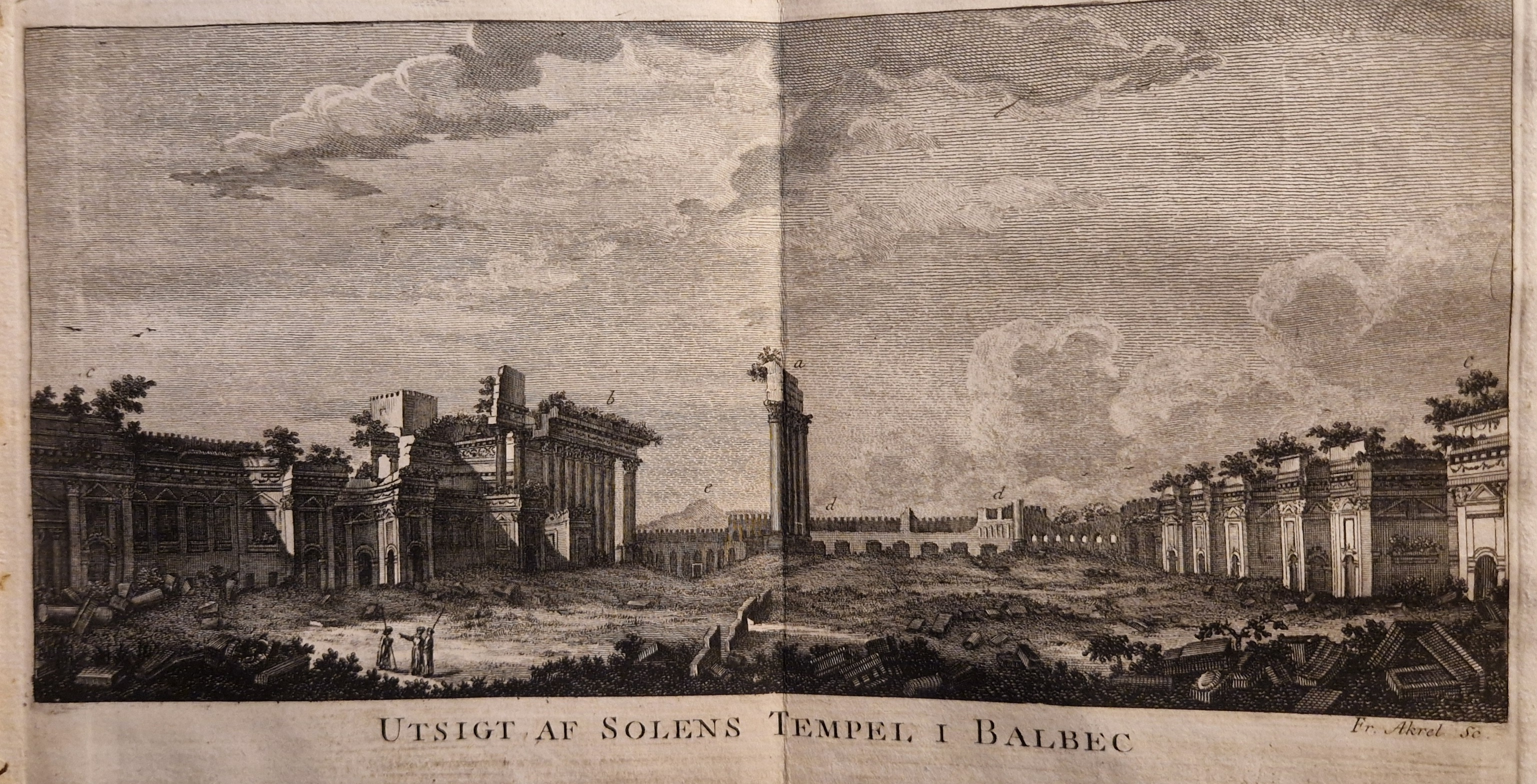
Jupitertemplet i Baalbek (1791).